# Distretto di Pavlodar
Il distretto di Pavlodar (in kazako: Павлодар ауданы) è un distretto (audan) del Kazakistan con  capoluogo Pavlodar.